# Kalkeh Jān
Kalkeh Jān (persiska: كَلكِه جان, كَلكَجان, قَلِّه جَم, كِلَك جان, كَلكِه جار, كَلگِه جان, کلکه جان) är en ort i Iran.   Den ligger i provinsen Kurdistan, i den nordvästra delen av landet, 500 km väster om huvudstaden Teheran. Kalkeh Jān ligger 1 324 meter över havet och antalet invånare är 194.
Terrängen runt Kalkeh Jān är kuperad. Runt Kalkeh Jān är det ganska tätbefolkat, med 60 invånare per kvadratkilometer. Närmaste större samhälle är Marivan, 6,7 km norr om Kalkeh Jān. Trakten runt Kalkeh Jān består till största delen av jordbruksmark.